# Val di Lanza
La Val di Lanza è una valle alpina minore della Carnia orientale (Alpi Carniche Orientali, Friuli-Venezia Giulia) che mette in comunicazione la Val Chiarsò di Paularo a sud con la Val Pontebbana di Moggio Udinese e Pontebba a est, raggiungendo la parte sommitale con il Passo del Cason di Lanza prima di ridiscendere verso la zona del Canal del Ferro-Val Canale. Stretta tra la Creta di Aip a nord, il Monte Zermula e il Monte Zûc della Guardia a sud-est, contornata da fitti boschi di abeti, nei pressi del confine tra l'Austria e l'Italia, è lunga circa 14,5 km su 1000 m di dislivello ed è attraversata dal torrente Lanza, che a sua volta confluisce nel Chiarsò.